# Canindo y Pedregal
Canindo y Pedregal är en ort i Mexiko.   Den ligger i kommunen Epitacio Huerta och delstaten Michoacán de Ocampo, i den sydöstra delen av landet, 140 km nordväst om huvudstaden Mexico City. Canindo y Pedregal ligger 2 359 meter över havet och antalet invånare är 724.
Terrängen runt Canindo y Pedregal är kuperad åt nordväst, men åt sydost är den platt. Runt Canindo y Pedregal är det ganska tätbefolkat, med 62 invånare per kvadratkilometer. Närmaste större samhälle är Coroneo, 11,7 km nordväst om Canindo y Pedregal. Trakten runt Canindo y Pedregal består till största delen av jordbruksmark.